# Cazarma Transilvania
Cazarma Transilvania sau Cazarma Ardeleană (în germană Siebenbürger Kaserne, în maghiară Erdélyi laktanya) a fost o clădire din Timișoara, construită între anii 1719 și 1729 din ordinul generalului Claudius Florimund de Mercy, comandant militar al Banatului Timișoarei, după cucerirea Banatului, aflat sub administrația Imperiul Otoman, de catre Imperiul Habsburgic; avea o lungime de 483 de metri, fiind cea mai mare cazarma din orasul Timisoara și una dintre cele mai lungi clădiri din Europa. A fost demolată între 1961 și 1965.

## Nume
Cazarma și-a primit numele după Poarta Transilvaniei, una dintre porțile de intrare în Cetatea Timișoarei, aflată în vecinătate, la capătul estic al cazărmii; ca o comparație, cazarma de lângă Poarta Vienei se numea Cazarma Viena. După Compromisul Austro-Ungar din 1867 și trecerea Banatului sub administrația maghiară, complexul s-a numit Erdélyi kaszárnya sau Erdélyi laktanya iar, dupa împărțirea Banatului din 1919 și trecerea sub administrație românească, ansamblul s-a numit Cazarma Transilvania sau Cazarma Ardeleană.

## Descriere

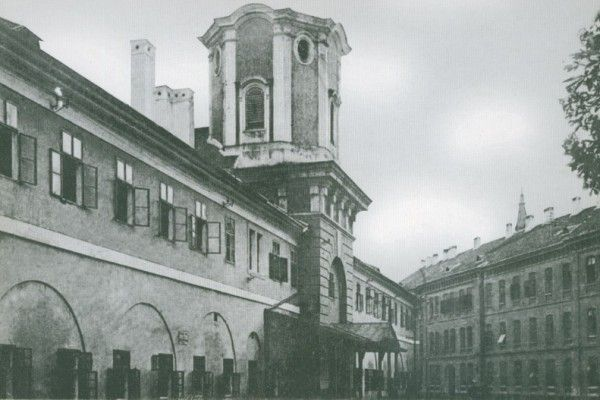
Cazarma Transilvania în 1905

Cazarma Transilvania avea 483 de metri lungime și un etaj. Forma un arc neregulat care se întindea de la Bastionul Iosif până la Bastionul Hamilton al vechii cetăți. Planul clădirii avea opt colțuri, doar două dintre ele formând un unghi drept. Pentru construcție, s-au folosit fundațiile zidurilor medievale ale fortăreței. A fost construită pe locul unde au existat vechile șanțuri ale cetății, din acest motiv, clădirea a fost făcută într-o formă mai puțin obișnuită, cu multe curbe. Cazarma simplă era încununată de o serie de ferestre duble și de arcade de relief la parter. Turnul porții a fost proiectat in 1727 și terminat un an mai tarziu. Acesta se înălța la 20 de metri în mijlocul ansamblului. Era construit octogonal pe un soclu pătrat cu cornișă în stil baroc. Sub cornișă, se aflau patru ferestre ovale. În cazarmă, pe două caturi, erau amenajate locuințe. Zece companii cu ofițerii lor puteau fi încartiruite fără statele majore și minore. Infanteria folosea încăperile boltite ca grajduri, remize de căruțe sau pivnițe. O mare parte a acestor încăperi erau utilizate ca închisori pentru arestații militari și provinciali civili.
Cazarma Transilvania a fost construită astfel încât să servească ca zid de fortăreață în direcția sud-estică și ca bastion în direcția nord-estică. În curtea cazarmii trecea râul Bega, aici aflându-se în secolul al XVIII-lea portul cetății, până la regularizarea cursului râului și mutarea acestuia mai la sud, iar canalul fiind acoperit și debarcaderul desființat. Turnul porții era orientat spre Piața Sfântul Gheorghe. Din vârful acestuia se putea vedea toată Cetatea Timișoarei, până dincolo de zidurile acesteia, paznicii care vegheau semnalând orice pericol extern.

## Demolare
După defortificarea cetății Timișoara de la sfârșitul secolului al XIX-lea - începutul secolului al XX-lea, pentru dezvoltarea urbanistică modernă a orașului, în anii 1930, primăria orașului dorește cumpărarea cazarmei pentru a o demola și a continua modernizarea.

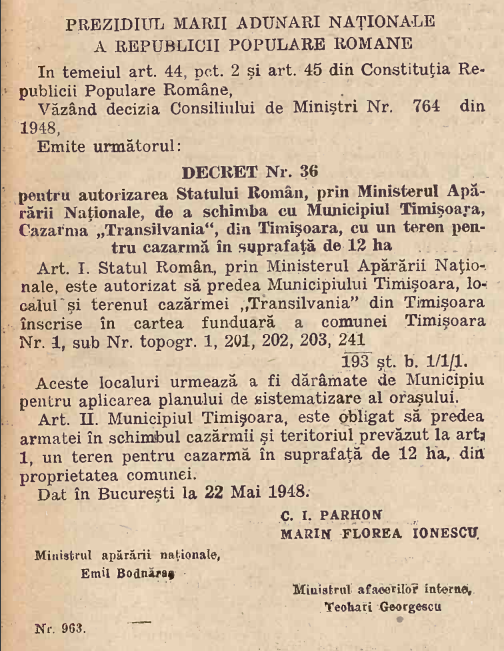
Decretul nr. 36 din 22 mai 1948, publicat în Monitorul Oficial nr. 116 din 24.05.1948

Pe 24 mai 1948, Decretul nr. 36 din 22 mai 1948, semnat de Constantin Parhon și Marin Florea Ionescu, Emil Bodnăraș și Teohari Georgescu, prin care Cazarma Transilvania a fost predată primăriei de către Ministerul Apărării Naționale, pentru demolare, în vederea sistematizării orașului, este publicat in Monitorul Oficial.
Dezafectarea și dărâmarea cazărmii a început în 1956, terenul din jurul cazărmii fiind înconjurat pana în 1958 de un gard de sârmă.
Între 1961 și 1965 s-a efectuat demolarea clădirii. Fiind construită cu ziduri groase, pentru a rezista asediilor, demolarea s-a dovedit a fi dificilă, autoritățile de atunci dipunând folosirea dinamitei pentru demolare.
Cărămizile rezultate din demolare au fost curățate și stocate pentru reutilizare, după modelul defortificării cetății.

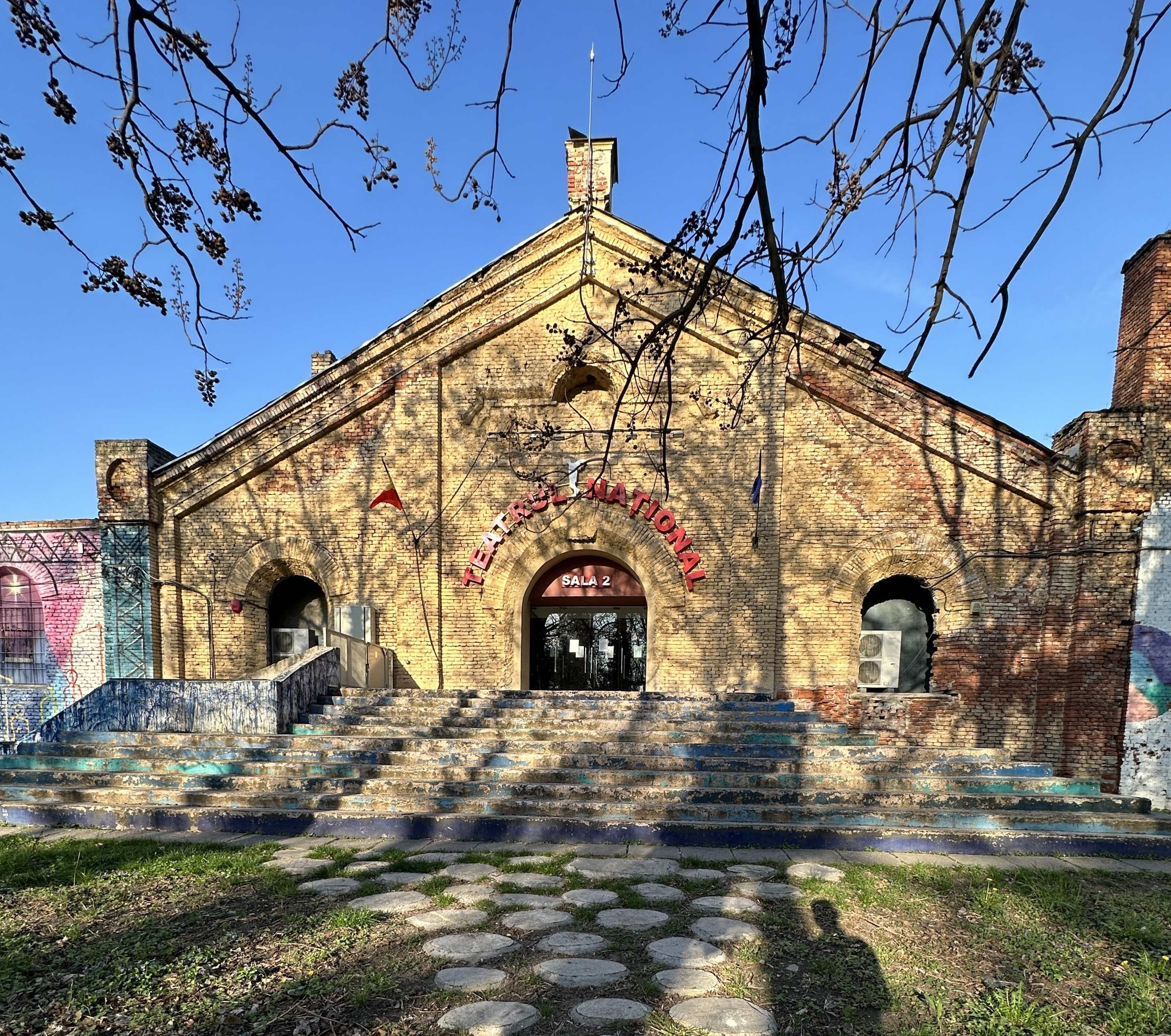
Sala 2

Scopul demolării era construirea unui nou Centru Civic sau Centru Social/Cultural-Administrativ. Pentru noua construcție era planificată demolarea mai multor clădiri: două treimi din Bastionul Maria Theresia, Palatul Băncii Timișana, clădirea Colegiul Tehnic ”Ion I.C. Brătianu”, clădirea Facultății de Chimie Industrială și Ingineria Mediului, Biserica Romano-Catolică ”Sfânta Ecaterina”, precum și zeci de vile ridicate în perioada interbelică pe străzile Mihai Eminescu și C.D. Loga. Lângă Castelul Huniazilor erau proiectate patru blocuri cu 10 etaje, vis-a-vis de Colegiului Tehnic ”Emanuil Ungureanu”. Cu câțiva ani înainte fusese demolat și Palatul Mocioni, în locul căruia se află astăzi Bega Shopping Center.
Contrucția Centrului Civic nu s-a materializat, iar pe locul fostei cazarme se află azi: Parcul Civic, Hotelul Continental (1971) și Ceasul Floral (1970). Astăzi mai există doar o mică rămășiță din vechea clădire, fostul manej al ofițerilor, cunoscută sub numele de Sala 2, până în 2009 fiind sală de sport, ulterior devenind sală de spectacole, aparținând Teatrului Național Timișoara.